# Pterolophia meridionalis
Pterolophia meridionalis là một loài bọ cánh cứng trong họ Cerambycidae.